# Liste der Monuments historiques in Pleumeleuc
Die Liste der Monuments historiques in Pleumeleuc führt die Monuments historiques in der französischen Gemeinde Pleumeleuc auf.

## Liste der Objekte
| Bezeichnung                     | Beschreibung            | Standort                       | Kennzeichnung | Schutzstatus | Datum | Bild |
| ------------------------------- | ----------------------- | ------------------------------ | ------------- | ------------ | ----- | ---- |
| Zwei Skulpturen: Sitzende Löwen | Granit, 14. Jahrhundert | in der Kirche St-Pierre (Lage) | PM35000393    | Classé       | 1919  |      |
| Taufbecken                      | Granit, 15. Jahrhundert | in der Kirche St-Pierre (Lage) | PM35000392    | Classé       | 1906  |      |